# Zaprionus spinipes
Zaprionus spinipes är en tvåvingeart som beskrevs av Tsacas och Chassagnard 1990. Zaprionus spinipes ingår i släktet Zaprionus och familjen daggflugor.
Artens utbredningsområde är Kamerun. Inga underarter finns listade i Catalogue of Life.